# سيدي رزيق

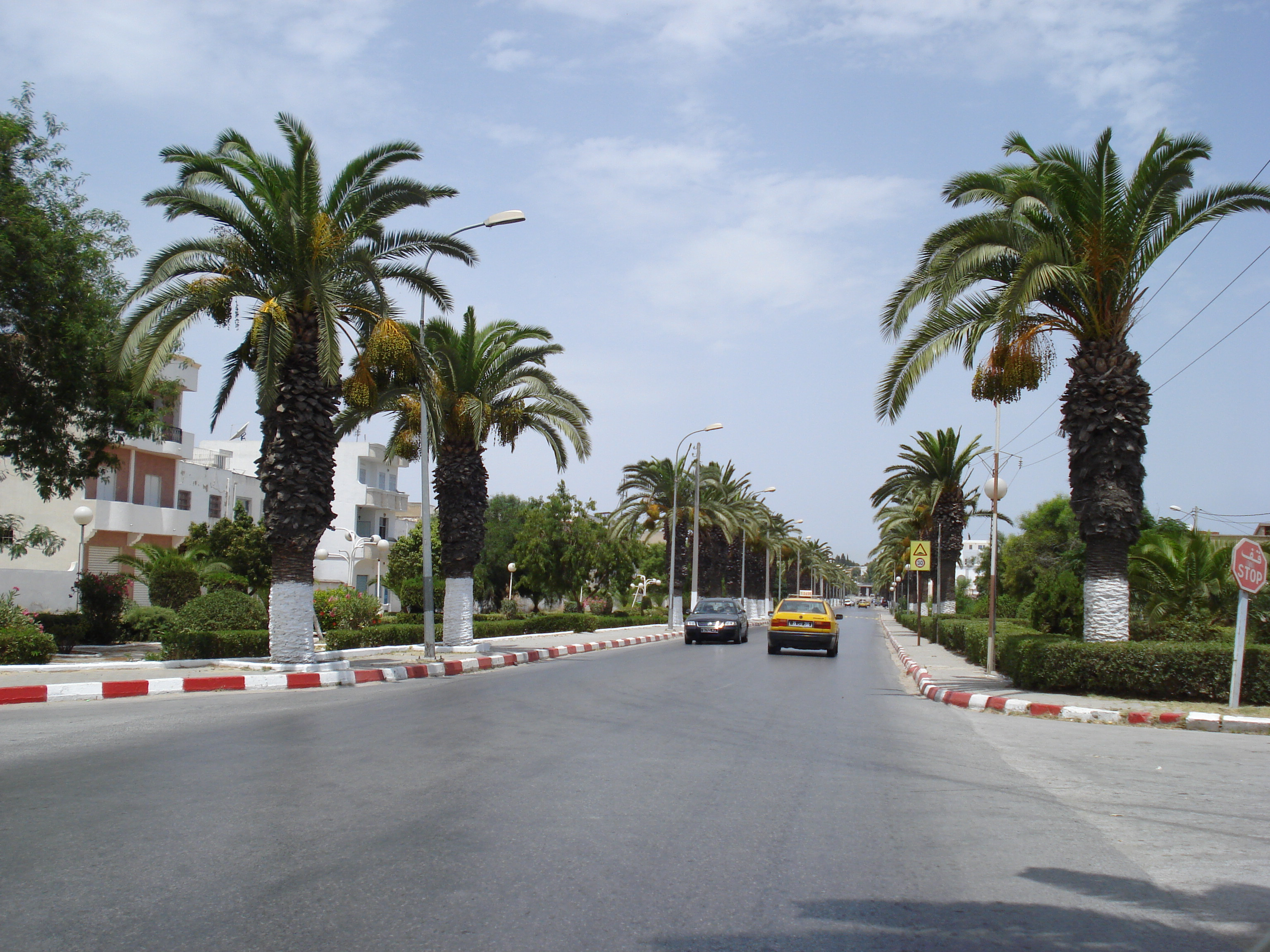
مدينة سيدي رزيق

سيدي رزيق أو مقرين سيدي رزيق هي إحدى الضواحي الجنوبية لمدينة تونس، تتبع إداريا لولاية بن عروس.
| بن عروس مقرين رادس سيدي رزيق |